# Castello di Palomonte
Il castello di Palomonte è un'antica fortificazione longobarda, situata nella parte alta del paese di Palomonte, in provincia di Salerno.

## Storia
Le notizie riguardanti questa fortezza sono scarse e frammentarie. Oltre alla datazione della sua costruzione in epoca longobarda, infatti, è solamente possibile inferire che esso fosse il luogo di difesa degli abitanti dell'antica Palo (nome originario di Palomonte, mutato il 20 agosto 1862). Alcune fonti riportano che esso fosse certamente presente nel 1022, avendo come castellano il normanno Gismondo Parisi, ma tale notizia non è ritenuta univocamente vera.
In conseguenza del sisma del 23 novembre 1980, che semidistrusse anche buona parte del centro abitato, il castello ha subito gravissimi danni. Allo stato, è osservabile poco più di qualche avanzo di muratura nella parte sud-occidentale della struttura originaria.